# Omelett

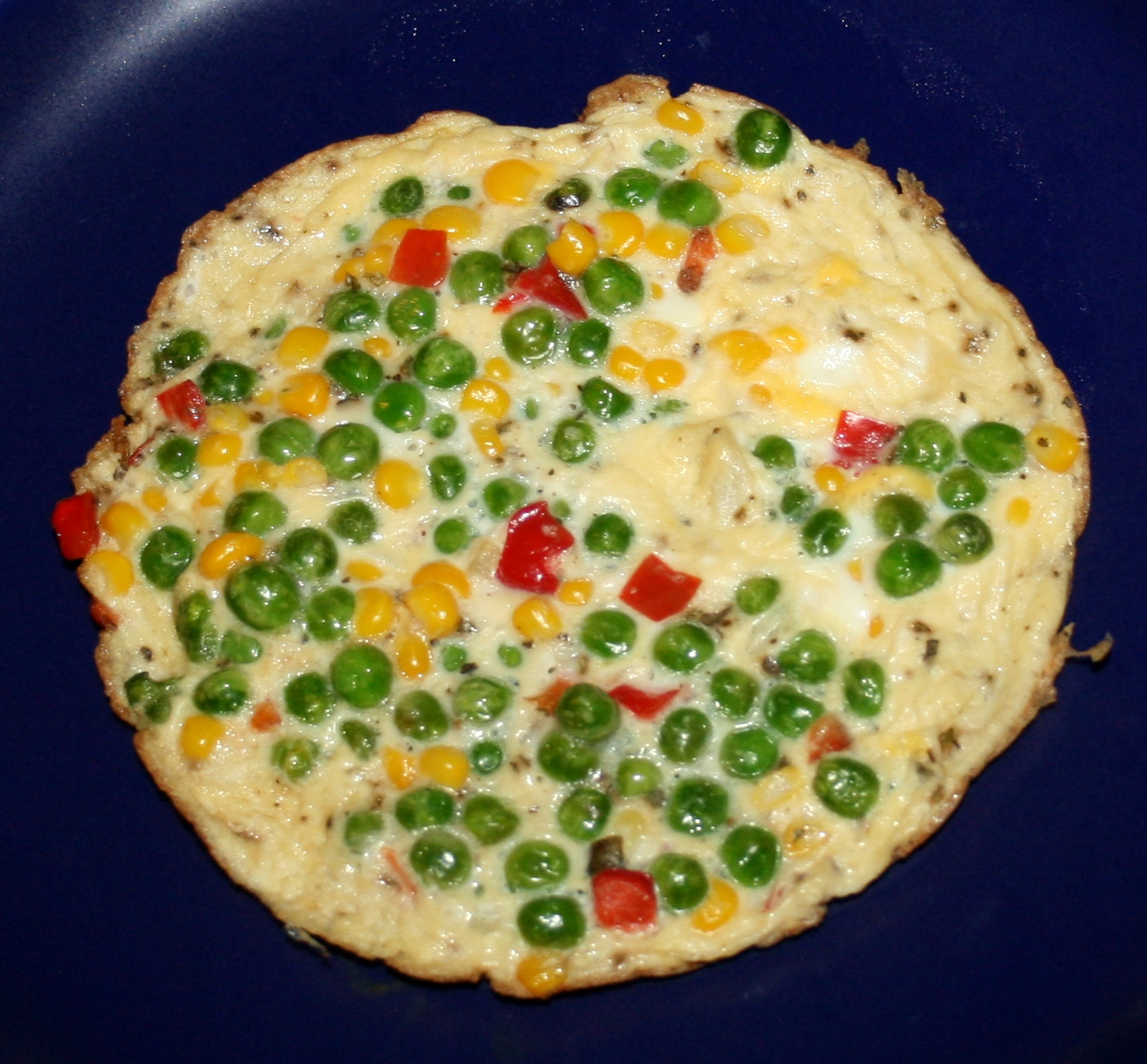
Omeletter kan varieras på många sätt. Här syns en variant med ärtor, majs och paprika samt lite riven ost.

Omelett (franska: omelette) är en maträtt gjord på ägg, med eller utan andra ingredienser. Äggen vispas ihop till en smet som gräddas, vanligen bara på ena sidan, i en stekpanna eller ugn. Maträtten finns i olika varianter, med eller utan fyllning.

## Beskrivning

### Varianter
Ofta tillsätts lite vatten, mjölk eller grädde till smeten innan gräddning. För konsistens och smak kan också kryddor, mjöl och ost tillsättas. Innan smeten har hällts i pannan eller innan omeletten har stelnat helt kan man även tillsätta andra saker, ofta småskurna, som till exempel skinka, korv, svamp, grönsaker eller räkor. Alternativt kan detta, eller till exempel en stuvning, tillsättas efter gräddningen. Omeletten kan serveras öppen eller hopvikt, då ofta med eventuell fyllning inuti vikningen.
En omelett på smet som även innehåller kokt, tärnad potatis, rökt eller rimmat fläsk och lök benämns bondomelett. Den serveras "öppen", det vill säga ovikt. En provensalsk omelett innehåller en motsvarande blandning av fint skurna tomater, hackad gul lök och persilja, smaksatt med vitlök.
En enkel omelett på ägg, eventuellt med vatten, mjölk eller grädde samt kryddor kallas i Sverige ibland för "fransk omelett". Denna serveras ofta dubbelvikt över en stuvning eller liknande maträtt.
Ibland serveras omelett som dessert. Då fylls den med sylt, frukt eller liknande.

## Relaterade rätter
Omelett är en av många olika rätter som tillagas med en äggsmet. Om smeten kompletteras med exempelvis mer mjöl, rörs/vispas under gräddning eller används som fyllning kan den ingå i andra maträtter:
- smeten används som fyllning i annan mat (som pastagratäng eller paj) = äggstanning
- smeten rörs under gräddningen om till en grovkornig röra = äggröra
- större mängd mjöl och mjölk tillsätts till omelettsmeten = pannkaka eller plättar (med än mer mjöl samt socker får man en sockerkakssmet)

## Historik

### Namn och utveckling
Omelett har fått sitt namn efter franskans omelette. Namnet bildades ur gammalfranska amellette (av alumel[l]e, 'platta'), påverkan från latinets ovum, 'ägg'.
Omelett är en maträtt med ursprung i Mellanöstern och antas ha kommit till Europa via Nordafrika. Den har också utvecklats i traditionella varianter i andra länder, såsom den berömda spanska tortillan (bondomelett) och italienska frittatan, men till exempel även på olika håll i Asien. Den har fått speciellt genomslag genom det franska köket, där namnet omelette är känt sedan 1500-talet.

### Rekord
19 mars 1994 tillagades en 128,5 m² stor omelett i Yokohama i Japan. Omeletten, som innehöll 160 000 ägg noterades i Guinness rekordbok som värdens största. 2002 tillverkades en kanadensisk omelett på 2 950 kg som därefter övertog världsrekordet.
Gällande världsrekord sattes 11 augusti 2012 i portugisiska Santarém. Denna omelett nådde en vikt på 6 466 kg, fyllde en stekpanna med diameterna 10,3 meter och innehöll 145 000 ägg.